# Туризм в Крыму

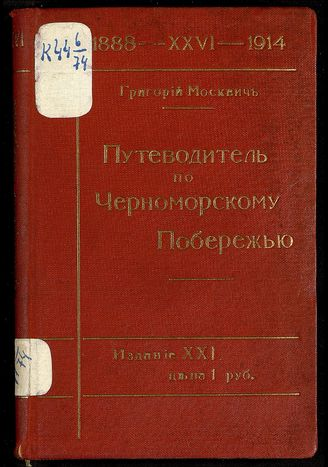
Москвич Г. Г. Иллюстрированный практический путеводитель по Черноморскому побережью 1914 года, из собрания ГПИБ

Туризм — важнейшая отрасль экономики Крыма. Привлекательность полуострова как туристического региона обусловлена его богатой и многообразной природой, целебным климатом, древней историей и большим числом памятников культурного наследия и достопримечательностей. Недостатком крымских курортов в сравнении со средиземноморскими и тропическими конкурентами является относительно малая продолжительность купального сезона — всего 110–120 дней.

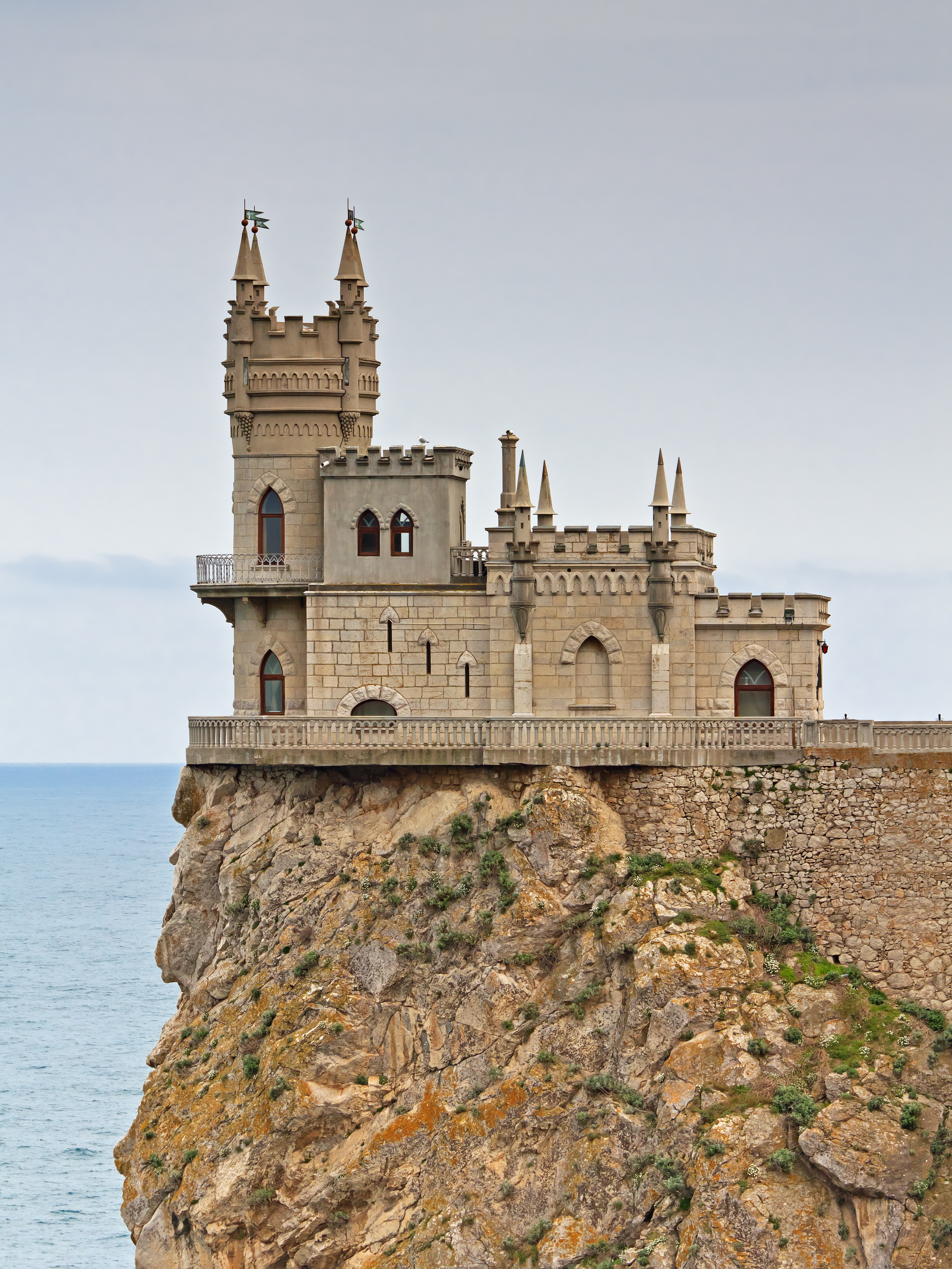
Замок «Ласточкино гнездо» близ Ялты — одна из самых известных достопримечательностей Крыма

Развитие массового туризма в Крыму началось со второй половины XIX века. В советское время была создана мощная инфраструктура туристической отрасли. В 1980-х годов в Крыму отдыхало до 8–9 млн человек в год. После распада СССР при независимой Украине не удалось приблизиться по годовому количеству туристов, которое составляло 5–6 млн. человек в год. Отмечалась высокая доля тенизации (в 2013 году лишь 12,4 % местного бюджета пополнялось за счёт налогов с туристической деятельности). После аннексии Крыма в 2014 году поток туристов резко упал до 4 млн человек в год и с тех пор возрастал до 2022 года. Большое внимание в России было уделено созданию транспортной инфраструктуры. В 2019 году была достигнута цифра в 7,9 млн туристов в год.

## История

### До революции

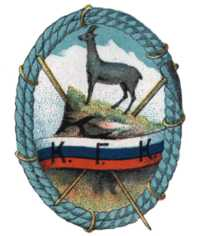
Эмблема Крымского горного клуба

Начало развития Крыма как курорта относится ко второй половине XIX века. С улучшением транспортного сообщения жителям Центральных губерний России стало проще добираться для отдыха и лечения к берегу целебного моря. Именно в этот период Крым получил известность как приоритетное место летнего отдыха российской императорской семьи. На рубеже веков строятся исключительные по красоте и архитектурному разнообразию летние резиденции: дачи, виллы и дворцы. Многие из них сохранились по сей день, придавая оттенок имперской блистательности облику крымских городов.
Организованный массовый туризм начался в Крыму после прокладки Лозово-Севастопольской железной дороги и установления относительно дешевого сообщения с центральной Россией. В 90-х годах XIX века, по инициативе известных врачей В. Н. Дмитриева, И. Ф. Лебедева и других был открыт Горный клуб с штаб-квартирой в Одессе. 16 апреля 1891 года было открыто Севастопольское отделение, которое занималось исключительно организацией экскурсий. Однако с 1897 по 9 апреля 1902 года деятельность Севастопольского отделения была приостановлена. Затем оно продолжало работать до 1908 года, после чего было закрыто. 23 апреля 1891 года было открыто Ялтинское отделение. За девять лет существования клуб обслужил 36 тыс. человек; члены его вели исследовательскую работу по истории и краеведению, издавали свои «Записки».

### В СССР

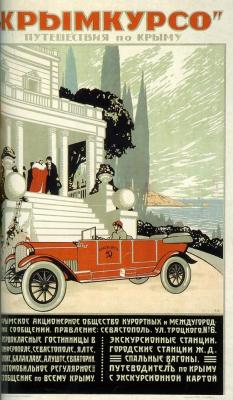
Рекламный плакат Крымкурсо, 1925 год

Новый, массовый этап истории крымского туризма, уже в советские времена, связан с ленинским Декретом СНК РСФСР «Об использовании Крыма для лечения трудящихся» от 21 декабря 1920 года.
Под руководством брата Ленина Д. И. Ульянова, члена обкома партии и одновременно руководителя ЦУКК — Центрального управления курортами Крыма, курортное строительство делало первые шаги. Прошла национализация дворцов, вилл, дач, их приспособление под санатории, сбережение ценнейшего (стоимостью в десятки миллионов рублей) имущества от расхищения и порчи, выработка правил отбора больных на курортное лечение, организация отборочных комиссий.

Уже в первый курортный сезон 1921 года санатории смогли принять одновременно около 8 тыс. человек. Впервые в мировой истории во дворцы и особняки бывших царей, князей, капиталистов, помещиков стали приезжать на отдых и лечение простые люди: раненые красноармейцы, рабочие из Москвы, Петрограда, Иваново-Вознесенска, бедняки-крестьяне.

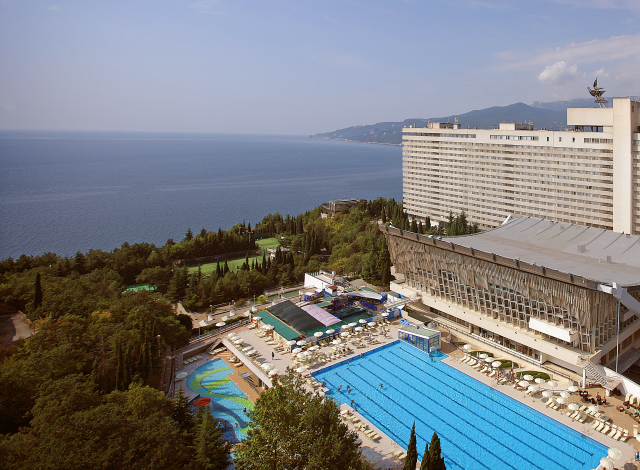
Флагман советской инфраструктуры отдыха в Крыму, отель «Ялта-Интурист», 1977 год

Несмотря на исключительно трудное экономическое и политическое положение в стране,  Ленин неизменно интересовался ходом курортного строительства в Крыму. В феврале 1921 года Д. И. Ульянов ездил в Москву с докладом о положении дел, а вернулся с двумя эшелонами медицинского оборудования и медикаментов. В том же 1921 году были подписаны еще два декрета: о домах отдыха и об освобождении в месячный срок всех помещений и зданий, пригодных для устройства санаториев в курортных местностях общегосударственного значения — в Крыму, на Северном Кавказе, в районах Кубани и Одессы.
Дата рождения крымского советского планового туризма — май 1921 года; в Симферополе было образовано акционерное общество «Крымкурсо». Его программа — автомобильные, морские, экипажные и пешеходные экскурсии, время — с 15 мая по 1 октября. Уже к 1950-м годам Крым становится «всесоюзной здравницей», принимая сотни тысяч туристов. Тогда на полуострове получили развитие сразу несколько направлений туризма: пеший туризм, автомобильный и велотуризм, детский отдых (в 1925 году открывается лагерь «Артек») и климатическое лечение. В последние годы существования СССР плановый туризм в Крыму гигантски вырос. В ведении Крымского областного совета по туризму и экскурсиям к 1983 году было 27 туристско-экскурсионных организаций, которые обслужили до 10 млн экскурсантов.
В 1988 году Крым посетило рекордное число отдыхающих — 8,3 млн человек. Из одной лишь Москвы в Симферополь в разгар сезона ежедневно отправлялось 15 рейсов «Аэрофлота».

### На Украине
Распад СССР сильно ударил по туристической отрасли полуострова. После 1991 года резко меняется курортная специализация: теперь санаторному лечению предпочитается пляжный и активный отдых. В целом наблюдался упадок организованного санаторно-курортного, а также горно-предгорного туризма при увеличении доли пляжного направления в его стихийном варианте. Неорганизованные туристы значительно превосходят по численности отдыхающих в санаториях; на первое место вышел частный сектор, размещавший в отдельные годы до 80 % отдыхающих. В условиях независимой Украины Крым стал объектом преимущественно внутреннего туризма (доля украинских туристов достигла своего пика в 2009 году и составила 74 %). В эти годы вырос (и долгое время оставался достаточно высоким) уровень тенизации туристической деятельности в автономии, где на первое место вышел частный сектор (зачастую не плативший налоги), а структурированный санаторно-курортный отдых уступил место неогранизованному пляжному туризму. Таким образом, структурированный санаторно-курортный отдых уступил место неорганизованному пляжному туризму, хотя здесь наблюдалась заметная дифференциация по странам происхождения туристов. Более платёжеспособные российские туристы в основной своей массе продолжали видеть Крым не как объект пляжного отдыха, а именно как ту самую всесоюзную здравницу во все периоды года. Традиция проводить отпуск в Крыму сохранила свою актуальность у значительной части населения в постсоветской России и Беларуси, даже учитывая новые политико-экономические реалии Крыма в составе независимой Украины. При этом количественно доминировавшие внутриукраинские туристы рассматривали Крым преимущественно как объект пляжного туризма в зоне шаговой доступности, что отчасти привело к упадку инвестиций в санаторно-курортный сектор. По этой же причине развилась и своеобразная географическая дифференция турпотоков из двух стран: в постсоветский период россияне были более склонны к размещению в санаториях южного берега Крыма, а граждане Украины предпочитали более бюджетные варианты в частном секторе на северо-западе полуострова.
Начав своё восстановление в начале 2000-х годов, туризм на полуостров возрождался уже в несколько ином качестве, под влиянием экономических и политических реалий независимой Украины. И к 2009 году (6 млн. отдыхающих) Крым не смог выйти на прежний уровень турпотока.
Для внутриукраинского туризма в украинский период истории Крыма (1995–2014) было характерно преобладание жителей крупных городов, в особенности киевлян, которые стабильно составляли до 20 % и более от всех граждан Украины, ежегодно посещавших Крым (19,6 % в 2009 году; 21,84 % в 2012 году). За ними традиционно, но с большим отрывом, следовали жители Харькова (6,3 %), Донецка (5,9 %), Львова (5,6 %), Запорожья (3,9 %), Луганска (2,9 %). Все другие регионы Украины дали в 2012 году несколько менее половины (42 %) прибывших в Крым.

### С 2014 года
Аннексия Крыма привела к новым изменениям в туристической отрасли полуострова. В первый сезон после аннексии Крым принял лишь около 4,0 млн туристов. Прямые доходы туристической отрасли в 2014 году также снизились с примерно 160 до 103 млрд рублей. В 2015 году ситуация улучшилась, полуостров принял уже 4,6 млн туристов При этом только за 9 месяцев 2015 года доходы от туризма составили уже 108,5 млрд рублей. В 2016 году Крым принял уже 5,57 млн туристов, что полностью компенсировало потери 2014–2015 годах. В 2017 году Крым, по российским статистическим данным, принял 5,4 млн туристов.
В 2018 году в Крыму побывали 6,8 миллиона туристов, что стало рекордом за весь постсоветский период. По сравнению с аналогичным показателем 2017 года поток туристов увеличился на 28 %. Считается, что прирост обусловлен развитием транспортной инфраструктуры, а именно: открытием Крымского моста и запуском нового терминала аэропорта «Симферополь». В 2019 году рекорд был побит — в Крыму с начала 2019 года, по данным РГ, побывали 7,43 млн туристов.
Полномасштабное вторжение РФ в Украину имело негативное влияние на туризм в Крыму. В 2022 году, по сообщениям контролировавших Крым властей РФ, количество туристов в Крыму упало на 40% по сравнению с предыдущим годом. По данным NYT, количество туристов в Крыму сократилось с 9 млн. в 2019 году до 6 млн. в 2022 и до 4 млн. в 2023.
По данным британского еженедельника The Economist, загруженность курортов Крыма в 2023 году сократилась примерно наполовину по сравнению с предыдущим сезоном.

## Инфраструктура
На территории Крыма находится 770 гостиниц и санаторно-курортных учреждений, общая вместимость которых составляет 158 тыс. мест. Немалую часть туристических объектов полуострова также составляет частный сектор, в количестве 14 тыс. квартиросдатчиков и 4,5 тыс. мини-отелей (2013 год), предлагающий более демократичные цены, чем официальные гостиницы и отели, привлекающие, в основном, индивидуальных туристов.
В Крыму можно найти множество домов отдыха, санаториев, пансионатов, лагерей (например, Артек), различных гостиниц от самых простых до пятизвёздочных.
По данным за 2014 год в Крыму насчитывалось 825 коллективных средств размещения туристов. Кроме этого было зарегистрировано порядка 5 тыс. мини-гостиниц и индивидуальных гостевых домов, а также действовало порядка 14,5 тысяч квартиросдатчиков.
Самые популярные места отдыха — Ялта и Алушта вместе со всем южным берегом Крыма (ЮБК), Феодосия, Судак, Евпатория. Севастополь — одно из самых интересных экскурсионных мест, так как этот город неоднократно становился эпицентром различных войн и сражений.

## Достопримечательности
В Крыму зарегистрировано 11 500 памятников истории, культуры, архитектуры и 87 памятников природы. В Крыму находится множество достопримечательностей. Территориально они расположены неравномерно, в основном сосредоточены на Южном берегу, в юго-западном предгорном Крыму и на юго-востоке полуострова (район Судака-Феодосии).
Все объекты можно условно разделить на исторические памятники, архитектурные памятники, памятники садово-паркового искусства, уникальные природные объекты и другие интересные объекты. О многих достопримечательностях рассказывают местные легенды.
Пещеры Крыма: Мраморная пещера, Красные пещеры, пещера Эмине-Баир-Хосар.

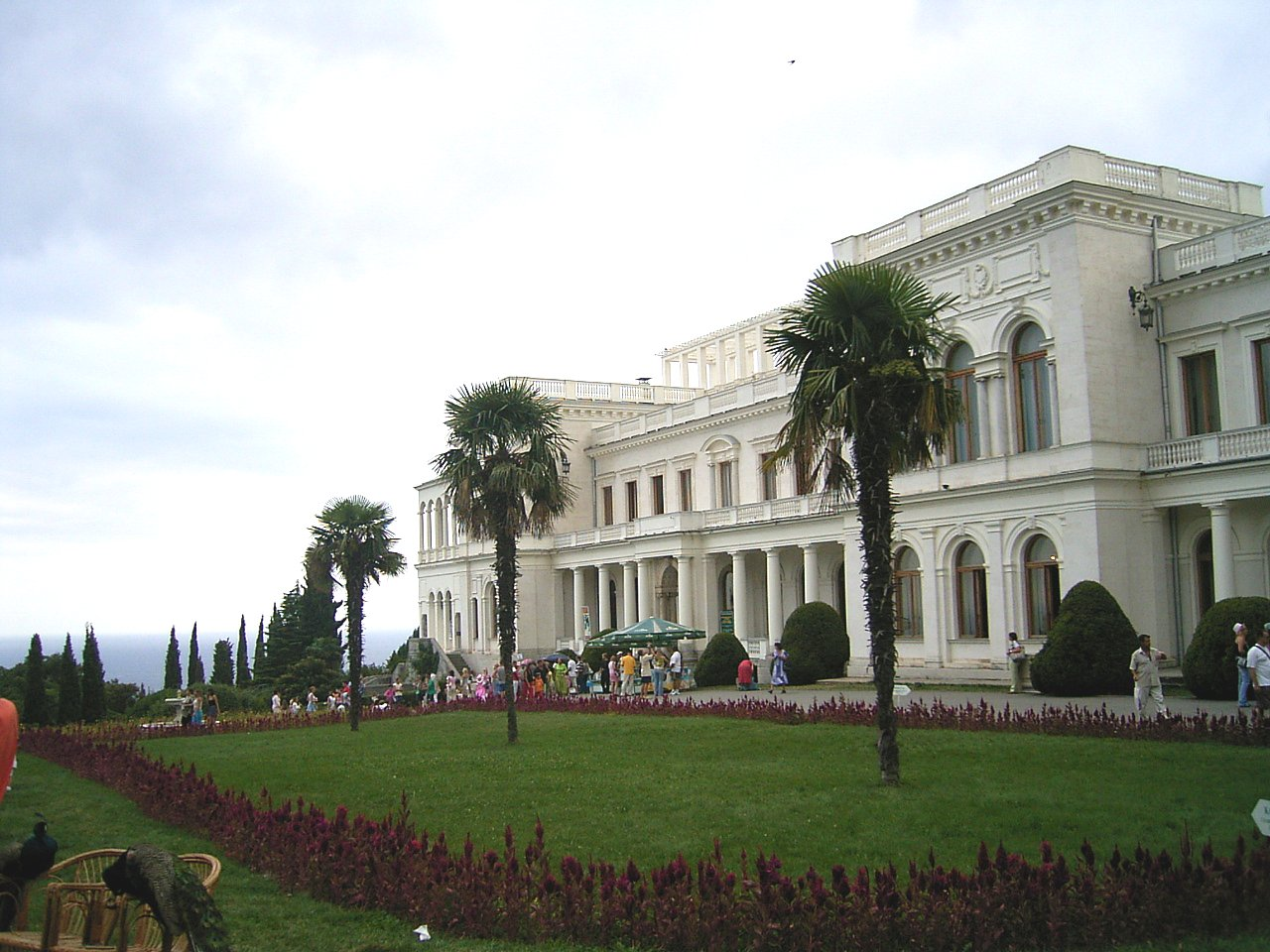
Ливадийский дворец

### Южный берег Крыма
Исторические памятники:
- Остатки феодорийской средневековой крепости Фуна у подножья горы Демерджи под Алуштой;
- Средневековая крепость Алустон в центре Алушты;
- Остатки христианской базилики в посёлке Партенит, остатки средневековых укреплений и сооружений на горе Аю-Даг;
- Часть стены генуэзской крепости в Гурзуфе;
- Остатки римской крепости I века (Харакс) на мысе Ай-Тодор (санаторий «Днепр» у Ласточкиного гнезда);

Архитектурные памятники:

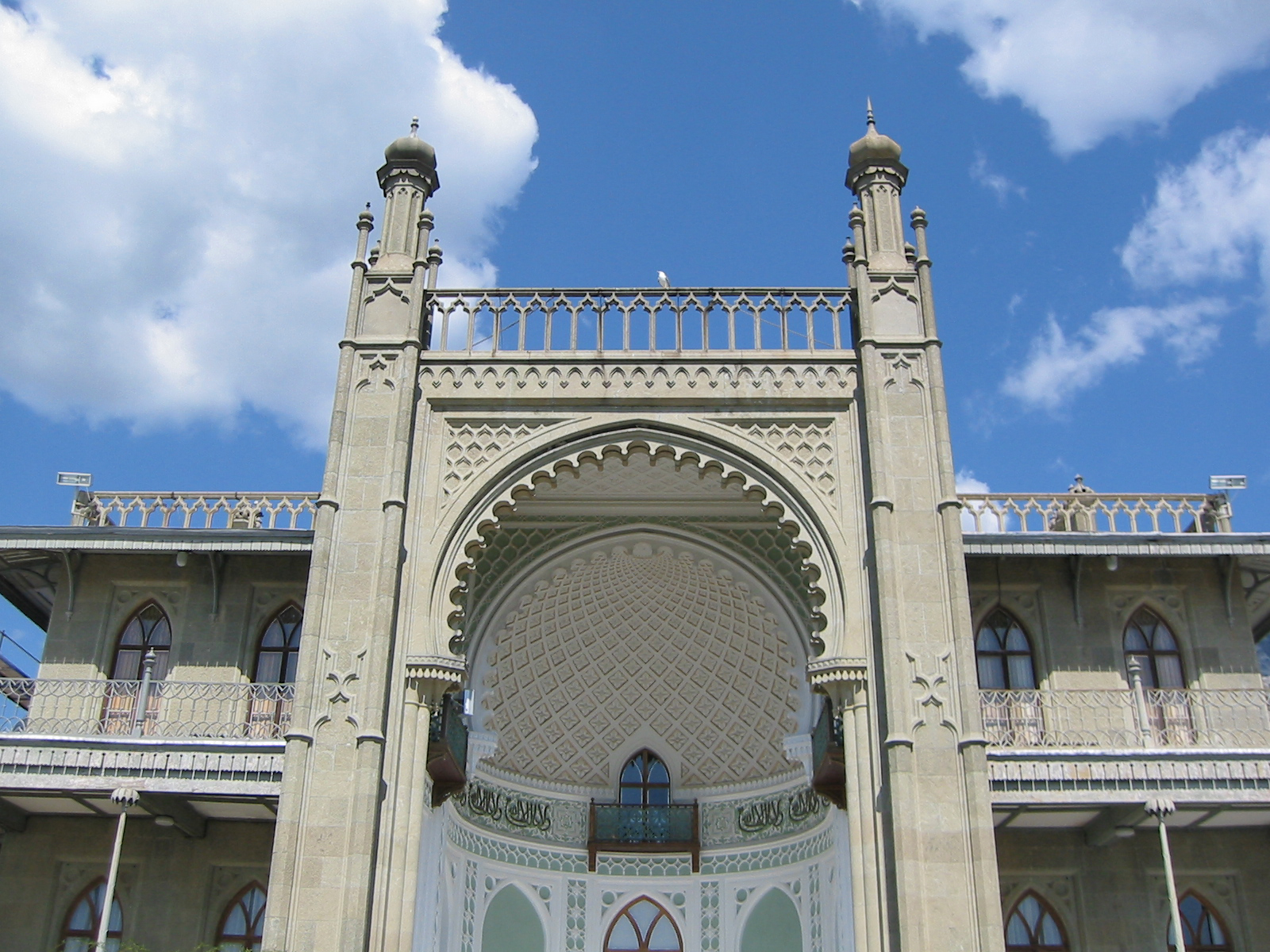
Воронцовский дворец

- Храм во имя всех Крымских святых и Феодора Стратилата 1842 г. (Алушта);
- Дворец княгини Гагариной 1907 г. с парком (пос. Утёс), Алушта;
- Особняк генерала Раевского 1887 г. с парком (пос. Утёс, Карасан);
- Храм Иоанна Златоуста 1837 г. — восстановлен после войны (1-й храм Ялты);
- Старая часть Ялты — ул. Екатерининская;
- Собор Александра Невского 1902 г. (Ялта, ул. Садовая, 2);
- Армянская церковь св. Рипсиме 1909—1917 гг. (Ялта, ул. Загородная, 3);
- Особняк Бухарского эмира (санаторий «Узбекистан», Ялта);
- Ливадийский дворец Николая II (1911 г.) с парком (к западу от Ялты);
- Массандровский дворец Александра III (1902 г.);
- Дворец Кичкине с парком Чаир (1908-1911) (Ливадия-Гаспра);
- Ресторан «Ласточкино гнездо» (Гаспра);
- Дворец графини Паниной (Гаспра);
- Юсуповский дворец (Кореиз);
- Воронцовский дворец 1846 г. с парком (Алупка);
- Церковь Вознесения Христова 1892 г. (Форос);

Парки:
- Утёс (XIX века);
- Карасан (XIX века);
- Гурзуфского военного санатория (XIX века);
- Никитский ботанический сад;
- Ливадийский;
- Парк Чаир (Дворец Кичкине в Гаспре);
- Массандровский
- Мисхорский;
- Нижняя Ореанда
- Воронцовский (п. Алупка);
- Мелас (п. Парковое);
- Форосский.
- Харакский (пгт. Гаспра)

Природные объекты:

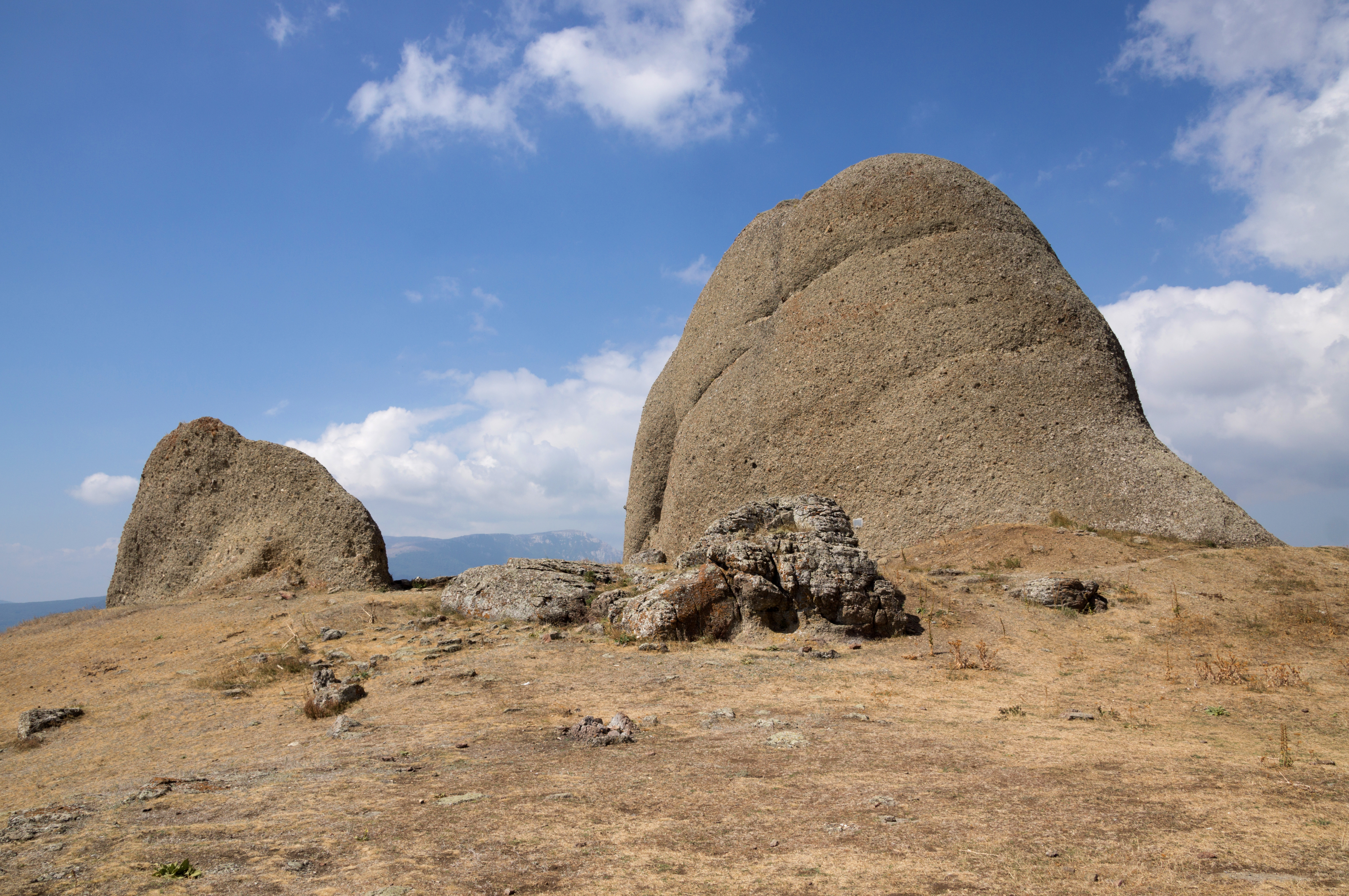
Урочище Демерджи

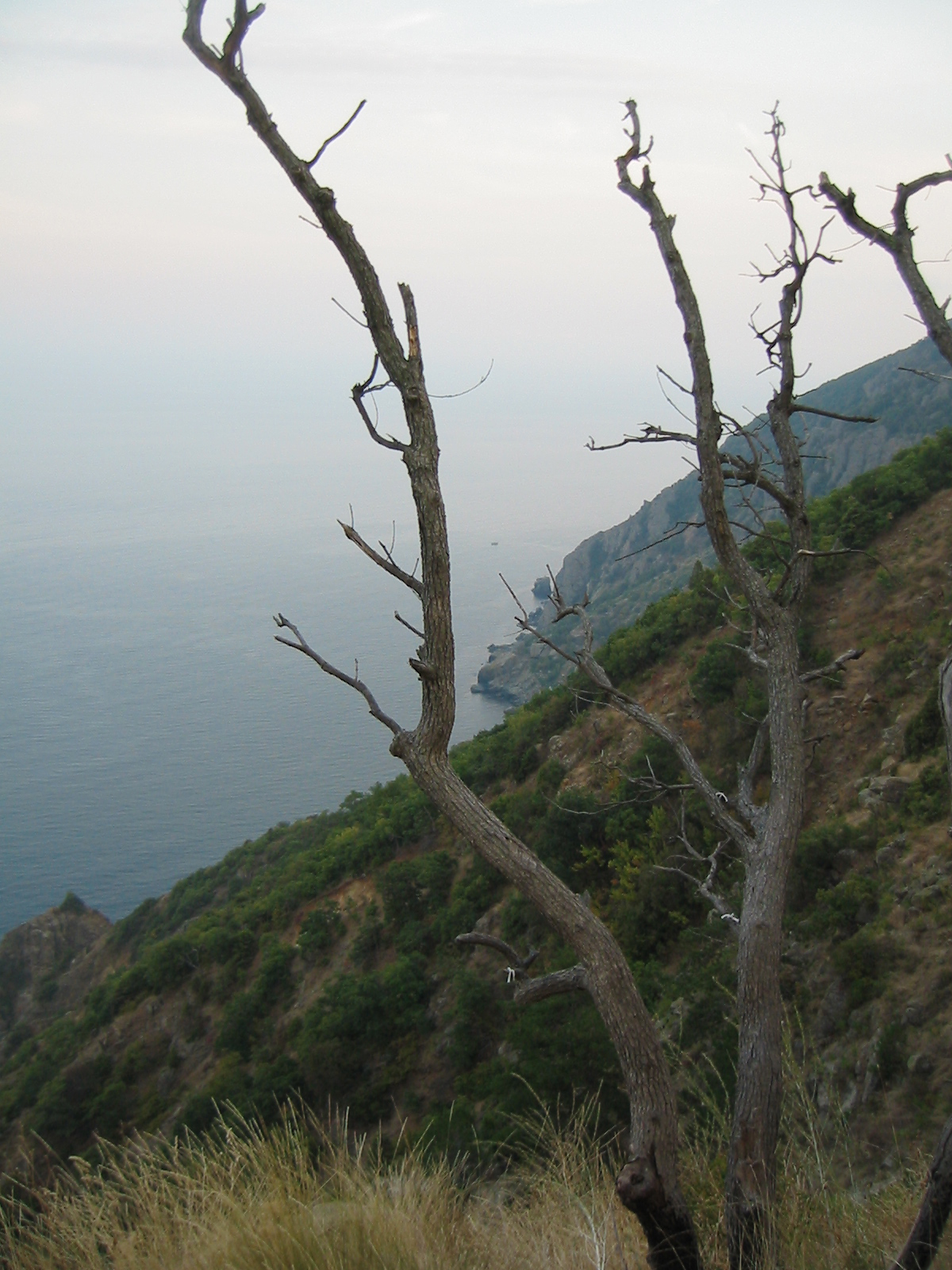
Склоны Аю-Дага

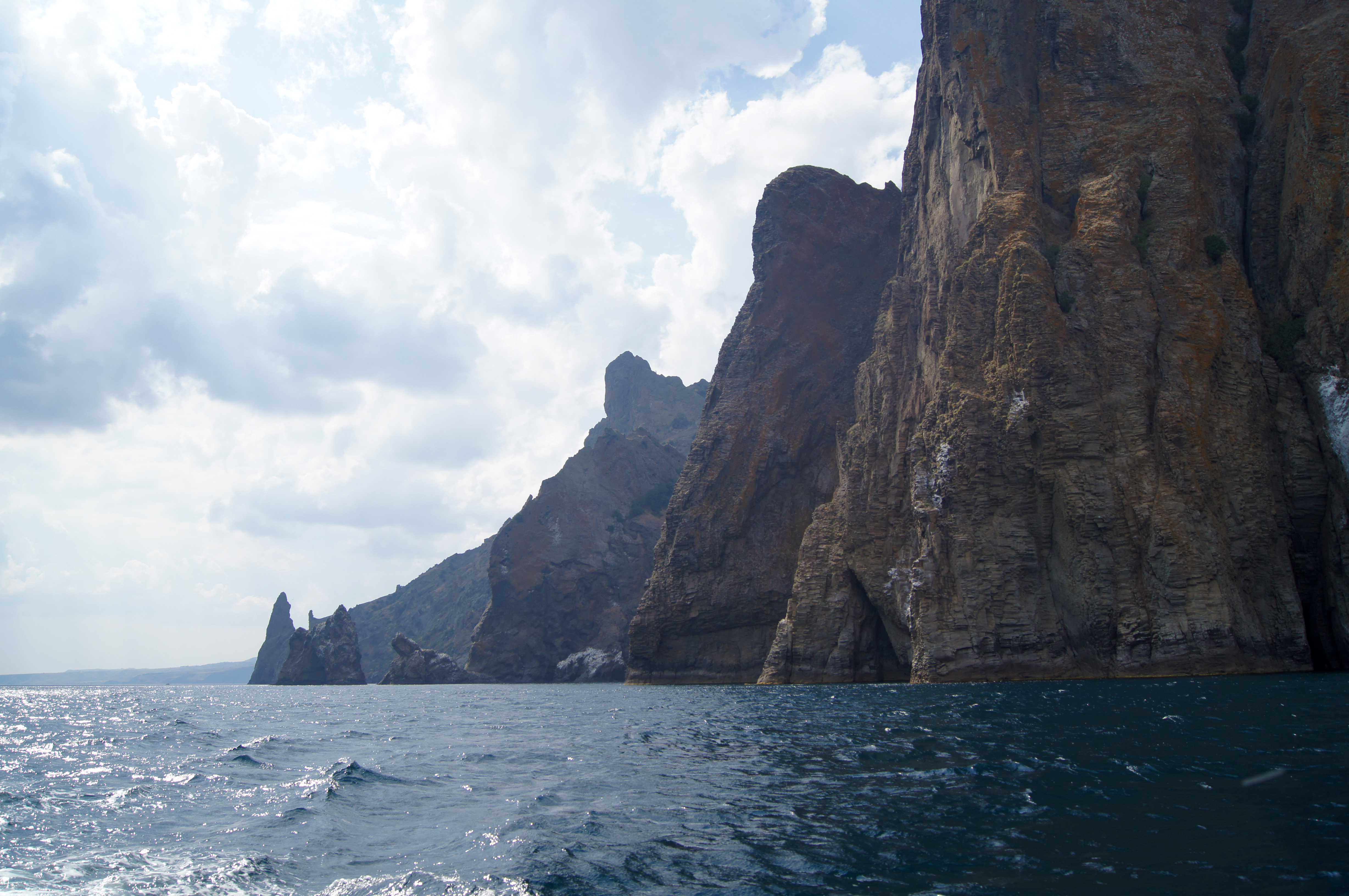
Скалы Карадага

- Долина Привидений на г. Демерджи (Алушта);
- Водопад Джур-Джур (село Генеральское под Алуштой);
- Водопад Головкинского (под Алуштой);
- Мыс Плака (пос. Утёс);
- Гора Аю-Даг (п.Партенит, Гурзуф);
- Скала Красный Камень (Гурзуф);
- Водопад Учан-Су (под Ялтой);
- Горное озеро Караголь (под Ялтой);
- Гора Ай-Петри;
- Гора Кошка, скала Дива (п.Симеиз);
- Кастропольская стена (Береговое)
- Перевал Байдарские Ворота (Форос);
- Крымский природный заповедник;
- Ялтинский горно-лесной природный заповедник;
- Заповедник «Мыс Мартьян» (Никита).

Другие объекты:
- Аквапарки в Алуште и Симеизе;

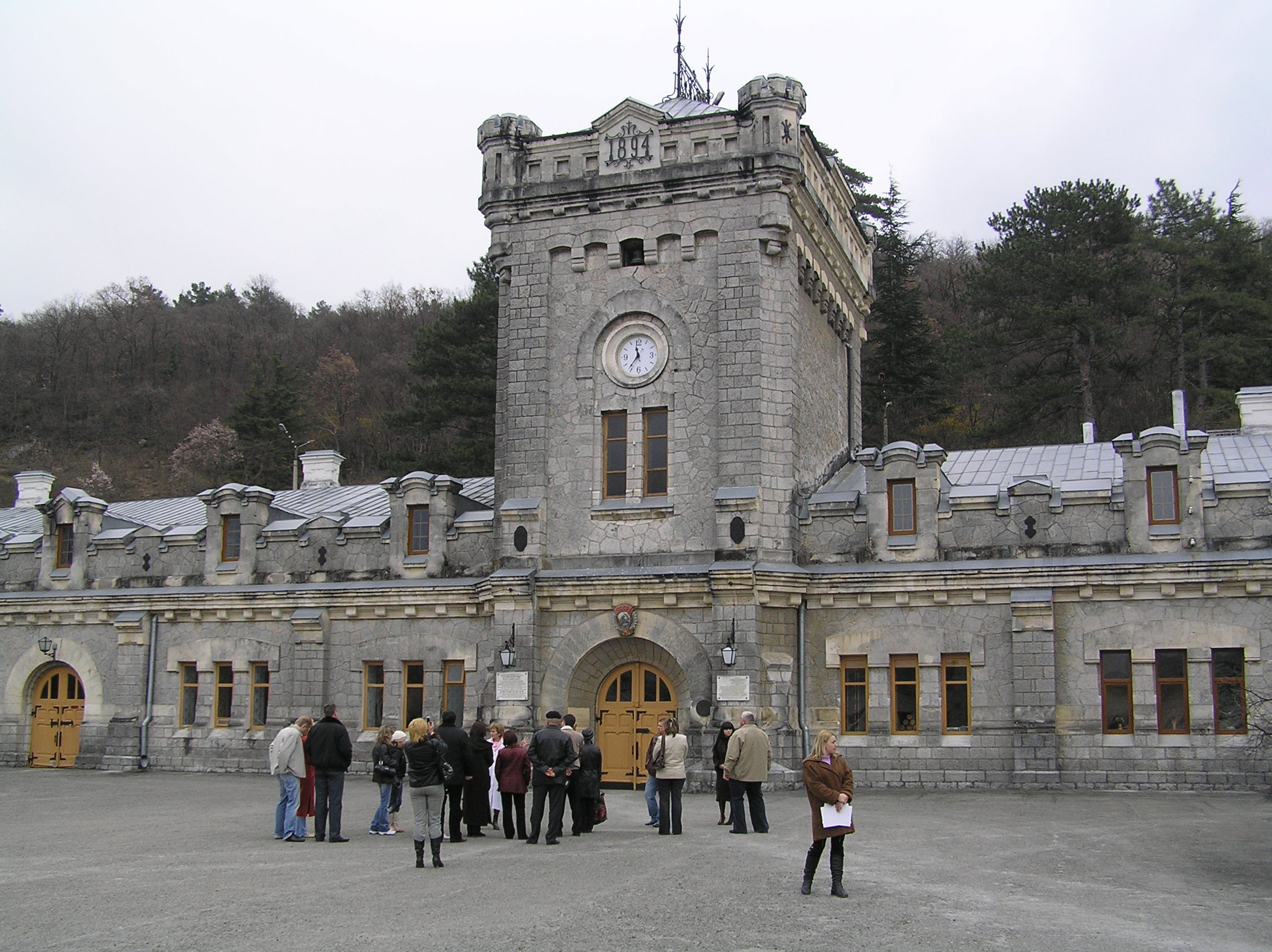
Массандра. Башня главного винного погреба

- Козьмо-Дамиановский монастырь (в горах под Алуштой);
- Дельфинарий в Партените;
- Канатная дорога Мисхор — Ай-Петри;
- «Царская тропа» (Гаспра-Ливадия);
- Поляна Сказок (Ялта);
- Ялтинский зоопарк;
- Дом музей домовых;
- Ялтинская акватория;
- Музей природы и Дендрозоопарк (Алушта);
- Винодельческий комбинат «Массандра»;
- Институт винограда и вина «Магарач»;
- Республиканский музей А. С. Пушкина в Гурзуфе, дома-музеи писателей: С. Н. Сергеева-Ценского (Алушта), А. П. Чехова (Ялта, Гурзуф), Леси Украинки (Ялта), Н.Бирюкова (Ялта), И. С. Шмелёва (Алушта);
- Дом герцогу Арману Эммануэлю де Ришельё (Гурзуф)
- Дом-музей академика А. Н. Бекетова (Алушта).

### Юго-западный Крым
Исторические памятники:
- Остатки античного и средневекового города Херсонеса Таврического в Севастополе;
- Башни и остатки крепости Чембало XV века (Балаклава под Севастополем);
- Остатки крепости Каламита и Инкерманский пещерный монастырь (под Севастополем);
- Пещерные города, или крепости:

Развалины крепостей 13-15 веков: Мангуп, Сюйреньской, Эски-Кермен; монастырей: Челтер, Шулдан, Челтер-Коба (между Севастополем и Бахчисараем);
Развалины крепостей 13-15 веков: Кыз-Кермен, Тепе-Кермен, Чуфут-Кале; Бакла; монастыря Качи-Кальон (под Бахчисараем);
- Ханский дворец 16-18 веков в Бахчисарае.

Архитектурные памятники:
- Владимирский собор в Севастополе;
- Бахчисарай: мечеть Тахта-Джами 1707 г.; мавзолей Хаджи и Менгли-Гиреев 1501 г., Зынджирлы-медресе конца 15 в.; мавзолей Эски-Дюрбе (14-15 вв.).

Природные объекты:
- Чернореченский каньон (между Севастополем и Форосом);
- «Карголезские сфинксы» (п. Куйбышево);
- Большой каньон Крыма, водопад Серебряный (Бахчисарайский район);
- Крымский природный заповедник;

Другие объекты:
- Дельфинарий в Севастополе;
- Бухта, набережная и секретный подземный завод с музеем в Балаклаве;
- Крымская астрофизическая обсерватория (п. Научный);
- Множество мемориалов павшим в Крымской и Великой Отечественной войнах;

### Юго-восточный Крым
Исторические памятники:

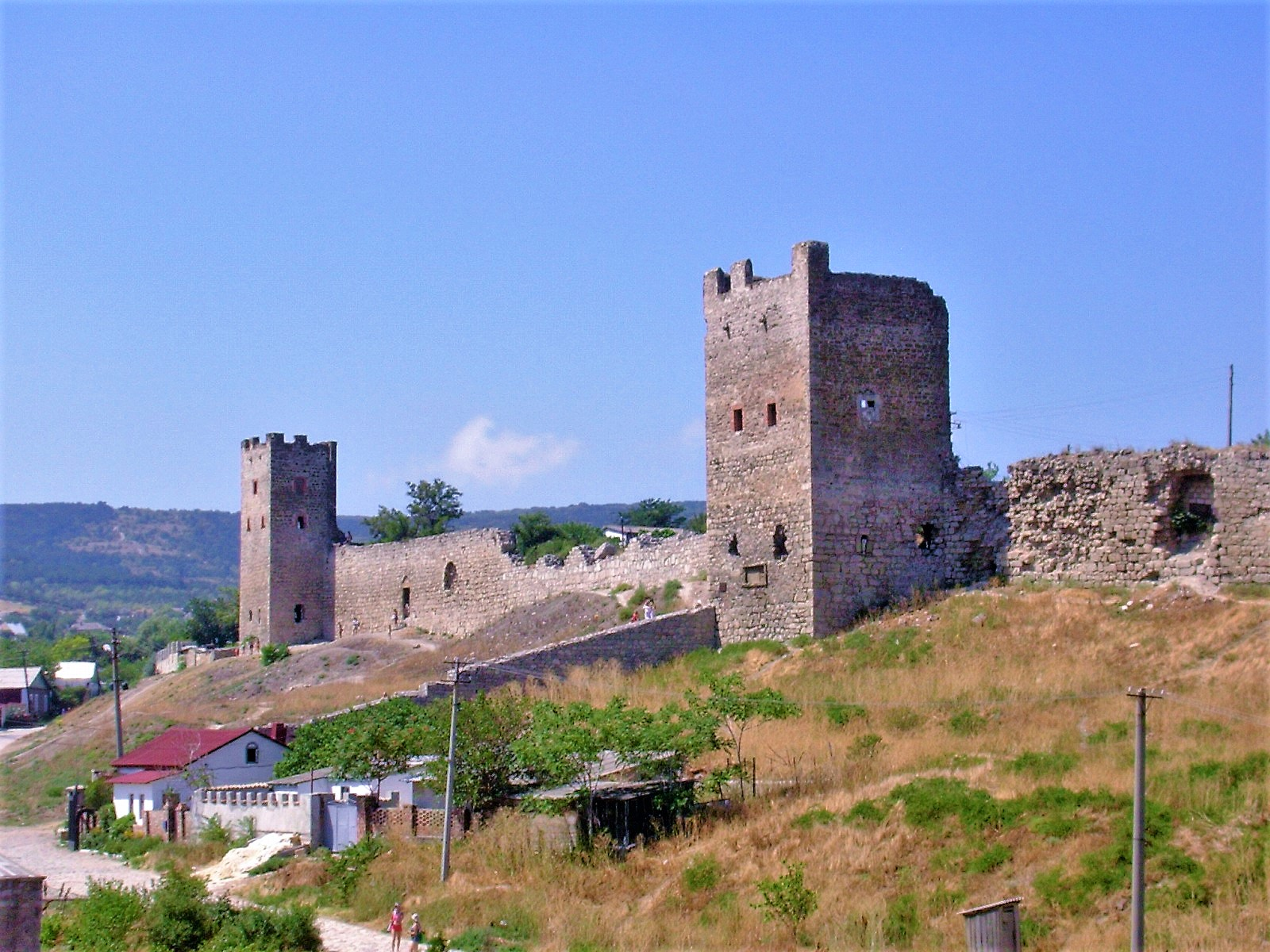
Генуэзская крепость в Феодосии

- Генуэзская крепость 14-15 веков в Судаке — сохранились стены и полтора десятка башен;
- Остатки крепостей западнее Судака: Асандра, Кутлакской, башни Чобан-Кале;
- Остатки генуэзской крепости в Феодосии: сохранились участки стен и три башни; несколько армянских церквей;
- Монастырь Сурб Хач, основанный в 14 веке. Сохранилась церковь, колокольня (дозорная башня), трапезная, монашеские кельи, террасы с питьевыми фонтанами. Действует небольшой музей.
- Топловский монастырь
- Мечеть хана Узбека 1314 года и Медресе 14 века; мечеть Куршун-Джами X-XII веков (Старый Крым)

Архитектурные памятники:
- Ряд церквей в Феодосии, в том числе Сурп-Саркис 1363 г.;

Другие объекты:
- Новый Свет: бухты, можжевеловая роща, завод шампанских вин «Новый Свет», тропа и грот Голицына;
- Коктебель: горный массив Кара-Даг; дельфинарий;
- аквапарки в Судаке и Коктебеле;
- Феодосийская картинная галерея имени И. К. Айвазовского;
- Грот Пушкина (Феодосия).
- Музей Веры Мухиной (Феодосия).
- Музей дельтапланеризма.

Керчь:
- Раскопки столицы Боспорского царства Пантикапея на горе Митридат
- Мелек-Чесменский курган;
- Крепость Ени-Кале;
- Музейный комплекс в Аджимушкайских каменоломнях
- Крепость Керчь (форт Тотлебен);
- Страусиная ферма в п. Подмаячный;
- Солёное озеро Чокрак с лечебными грязями;
- Долина грязевых вулканов;
- Керченский историко-археологический музей;
- Храм Святого Иоанна Предтечи;
- Раскопки городищ Нимфей и Тиритака;
- Склеп Деметры;
- Лапидарий;
- Царский курган;
- Золотая кладовая.

Крым являлся пристанищем для ежегодного музыкального фестиваля Республика КаZантип, который проходил в Щёлкино на заброшенной атомной электростанции (п-ов Казантип), затем в Судаке в древнем замке, а в последующие — в пос. Поповка под Евпаторией, возле оз. Донузлав.
В Керчи проводятся ежегодные международные фестивали: музыкальный молодёжный фестиваль «Соседний мир» и фестиваль античного театрального искусства «Боспорские агоны».

### Западный Крым
Евпатория: Караимские кенассы

## Структура турпотоков
В постсоветский период в целом наблюдался упадок организованного санаторно-курортного, а также горно-предгорного туризма при увеличении доли пляжного направления в его стихийном варианте.
Количество туристов прибывших авиарейсами сократилось из-за их дороговизны, но при этом увеличилась нагрузка на ж/д и автотранспорт.
При этом количественно доминировавшие внутриукраинские туристы рассматривали Крым преимущественно как объект пляжного туризма в зоне шаговой доступности, что отчасти привело к упадку инвестиций в санаторно-курортный сектор. По этой же причине развилась и своеобразная географическая дифференция турпотоков из двух стран: в постсоветский период россияне были более склонны к размещению в санаториях ЮБК, а граждане Украины предпочитали более бюджетные варианты в частном секторе на северо-западе полуострова.
В этот же период произошли и другие, довольно интересные изменения, также отчасти связанные с падением покупательской способности бывших советских граждан: при сокращении количества летних туристов, значительно увеличивалась (в отдельные годы на 20-30 %) число туристов посещающих Крым в зимние, а также в другие нетрадиционные месяцы. При этом именно в постсоветский период «дикие» туристы активно популяризовали малоизвестные до этого географические области полуострова (Черноморское, Северный и Северо-Западный Крым) и даже «включили» в туристический список регионы до этого абсолютно не причислявшиеся к таковым местным населением (Керчь, Щёлкино и весь Керченский полуостров).

### Отдыхающие по странам происхождения
В 1990-е годы в крымском турпотоке стал преобладающим внутриукраинский туризм. Доля внутриукраинских туристов достигла своего пика в 2009 году и составила 74 %. По данным за 2013 год, доля внутриукраинских туристов составила 66 %, на туристов из РФ пришлось 26,1 % турпотока и 4 % отдыхающих составили граждане Белоруссии. Ещё 2,0 % составили граждане других стран СНГ и ТС. Между 2009 и 2013 годами количество россиян, посетивших Крым, увеличилось на 60 %, а граждан Белоруссии удвоилось. В общем и целом, однако, Крым и в годы после распада СССР сохранял свою ориентированность почти исключительно на граждан из стран бывшего СССР (свыше 98 % турпотока). Несмотря на быстрый относительный рост иностранных туристов из Турции, Германии и Великобритании, туристы из стран дальнего зарубежья продолжали составлять менее 2 % приезжающих. Однако несмотря на относительно небольшой процент граждан иностранных государств, АР Крым в том же 2011 году, к примеру, приняла 35 % всех иностранных туристов Украины. На долю Севастополя пришлось ещё 11 % иностранного турпотока. В итоге, эти два региона принимали до половины всех иностранных гостей Украины.

### Внутрикрымский туризм
Во внутриукраинском потоке в украинский период истории Крыма большое значение имел внутрикрымский туризм, то есть отдых жителей самого полуострова на своих курортах. В 2008 сами крымчане составили 6,55 % организованно отдохнувших граждан Украины в Крыму. В 2009 году эта доля достигла 7,3 %, а опросы 2012 года показали что сами крымчане, желающие отдохнуть на полуострове с долей в 11,38 % уступают по этому показателю лишь киевлянам. Таким образом, жители полуострова стали лидерами по темпу увеличения спроса на рекреационные предложения своего же региона.

### Туризм после 2014 года
После аннексии Крыма наступил новый коренной перелом в структуре турпотоков и их финансовой составляющей: по данным за 2014 год Крым посетило в три раза больше россиян, чем в 2013 году. Несмотря на то, что турпоток из Украины сократился, за счёт большей платёжеспособности российских туристов 4 миллиона посетивших Крым в 2014 году дали примерно такой же уровень выручки (1,5 млрд рублей) как и 6 миллионов, посетивших полуостров в 2013. Продолжал наращивать свои обороты нетрадиционный для советских времён зимний туризм: новогодние праздники на полуострове встретили 200 тыс. человек. В отличие от внутриукраинского периода, большинство туристов теперь прибывают в Крым авиатранспортом и задерживаются на полуострове на более продолжительный срок.
Транспортная блокада полуострова, инициированная украинскими властями в январе 2015 года, усилила переориентацию туристической отрасли Крыма на авиа- и паромных туристов из субъектов РФ. Керченская паромная переправа сделала крымский туризм больше привязанным к туристической отрасли Краснодарского края России. После введения в строй Крымского моста и трассы "Таврида", нового аэропорта Симферополь транспортные проблемы туризма в Крыму в основном разрешены. Основные проблемы в настоящее время относятся к местам размещения и к качеству сервиса.

## Статистика
| Турпоток в КрАССР, Крымскую область и (Автономную) Республику Крым, млн человек | Турпоток в КрАССР, Крымскую область и (Автономную) Республику Крым, млн человек | Турпоток в КрАССР, Крымскую область и (Автономную) Республику Крым, млн человек | Турпоток в КрАССР, Крымскую область и (Автономную) Республику Крым, млн человек | Турпоток в КрАССР, Крымскую область и (Автономную) Республику Крым, млн человек | Турпоток в КрАССР, Крымскую область и (Автономную) Республику Крым, млн человек | Турпоток в КрАССР, Крымскую область и (Автономную) Республику Крым, млн человек |
| 1928                                                                            | 1960                                                                            | 1968                                                                            | 1988                                                                            | 1995                                                                            | 1996                                                                            | 2000                                                                            |
| ------------------------------------------------------------------------------- | ------------------------------------------------------------------------------- | ------------------------------------------------------------------------------- | ------------------------------------------------------------------------------- | ------------------------------------------------------------------------------- | ------------------------------------------------------------------------------- | ------------------------------------------------------------------------------- |
| 0,11                                                                            | ↗1,2                                                                            | ↗4                                                                              | ↗8,3                                                                            | ↘2,5                                                                            | ↗4                                                                              | ↘3,5                                                                            |
| 2003                                                                            | 2004                                                                            | 2005                                                                            | 2006                                                                            | 2007                                                                            | 2008                                                                            | 2009                                                                            |
| ↗4,1                                                                            | ↗4,907                                                                          | ↗5,193                                                                          | ↘5,19                                                                           | ↗5,718                                                                          | ↘5,4651                                                                         | ↗6,0134                                                                         |
| 2010                                                                            | 2011                                                                            | 2012                                                                            | 2013                                                                            | 2014                                                                            | 2015                                                                            | 2016                                                                            |
| ↘5,053                                                                          | ↗5,739                                                                          | ↗6,134                                                                          | ↘5,9                                                                            | ↘4                                                                              | ↗4,598                                                                          | ↗5,5735                                                                         |
| 2017                                                                            | 2018                                                                            | 2019                                                                            | 2020                                                                            | 2021                                                                            |                                                                                 |                                                                                 |
| ↘5,395                                                                          | ↗6,8                                                                            | ↗7,87                                                                           | ↘6,3                                                                            | ↗9,39                                                                           |                                                                                 |                                                                                 |